# Tian Qing
Tian Qing (Anhua, 19 de agosto de 1986) é uma jogadora de badminton chinesa. campeã olímpica, especialista em duplas.

## Carreira
Tian Qing representou seu país nos Jogos Olímpicos de Verão de 2012 conquistando a medalha de ouro, nas duplas femininas.